# Гаївка (Смолінська селищна громада)
Гаївка (раніше — Ерделівка (Ерделеве), Чубарівка, до 17.03.2016 — Леніна) — село в Україні, у Смолінській селищній громаді Новоукраїнського району Кіровоградської області. Орган місцевого самоврядування — Смолінська селищна рада. Населення становить 289 осіб.

## Історія
Село виникло наприкінці XVIII століття.
1859 року у власницькому селі Ерделієва Єлисаветградського повіту Херсонської губернії, мешкало 181 особа (87 чоловічої статі та 94 — жіночої), налічувалось 28 дворових господарств.
Станом на 1886 рік у колишньому власницькому селі Ерделеве (Ерделівка), центрі Ерделівської волості, мешкало 355 осіб, налічувалось 76 дворових господарств, існували православна церква й 2 лавки.
«…розкинулось по обидві сторони балки „Копанки“, вулиці нерівні, огорожі плетені, у ставках немає води, худобу поять із криниць, вода солонувата», — таку характеристику села давніх часів ми читаємо в книзі «Результаты подворной переписи Елисаветградского уезда 1883—1885 гг.». Звідси ж дізнаємося, що в селі було три «торговых заведения», чотири «промышленных заведений», функціонувала церква і школа, а  також «волосное управление». Всього у Ерделівці проживало 617 осіб, з них: чоловічої статі — 301, жіночої — 316 (за переписом 1883 р.).
Розподіл населення був таким: колишніх поміщицьких селян (кріпаків) — 99, десятинників — 5, євреїв — 7, дворян — 1, духовних осіб — 2, інших «сословий» — 4.
Більшість селян животіла на дрібних клаптиках землі, а піп та поміщик загарбали до своїх рук усю найкращу землю, що становило 1780 десятин. Лише 201 десятина була у руках бідноти. Це становило 66-70 дворів. Тому селяни змушені іти працювати за безцінь до попа та пана.
За даними 1894 року у селі мешкало 754 особи (393 чоловічої статі та 361 — жіночої), налічувалось 127 дворових господарств, існували православна церква, однокласна земська школа на 26 хлопчиків, 2 лавки, шинок, гуртовий винний склад.
За переписом 1897 року кількість мешканців зменшилась до 634 осіб (314 чоловічої статі та 320 — жіночої), з яких всі — православної віри.
У розмові з людьми старшого покоління і тепер можна чути слова «доводилося служити у попа», іти на «заробітки», «відробляти у куркуля», «робити на полі у попа, біля церкви, у саду». На 1 грудня 1916 року в селі працювала школа, у якій навчалося 53 учні. Але було відмовлено в прийнятті до школи 60 учнів… Звідси можна зробити висновок, що підростаюче покоління не завжди могло вчитись письму. 
…Наприкінці травня 1918 року в Ерделівку вдерлися німці. Вони зігнали всіх чоловіків до церкви в огорожу, яка знаходилась недалеко від поміщицького маєтку. А з німцями повернувся син поміщика Ерделі — Гліб. За наказом поміщика Гліба Ерделі та його прихвостнів було розстріляно 21 селянина, які розграбили, та зруйнували власність пана Ерделі. Розстріл відбувся так: із церковної огорожі викликали по списку по два чоловіки, яких повели до поміщицького маєтку, де розстріляли.
22-25 лютого 1920 року в Ерделівці під час Зимового походу стояв на відпочинку Кінний полк Чорних Запорожців Армії УНР.
В 1941 році розпочалася Німецько-радянська війна. Улітку 1941 року село було окуповане німцями. На місцевому кладовищі знаходиться могила невідомого радянського партизана. Мешканців села, Андрія Архиповича Богатиренка і Йосипа Івановича Чаловського за участь у партизанському русі нацисти повісили прилюдно у Малій Висці в 1943 році. Під час Німецько-радянської війни на фронтах загинув 51 уродженець Ерделівки.
Після закінчення війни колгоспники села під керівництвом парторганізації відбудували артіль імені Дзержинського. В господарстві працювало 14 тракторів, 9 автомашин, чотири зернових комбайни, 23 електромотори  та багато різного знаряддя. Колгосп мав 1905 га землі.
Разом із зміцненням колгоспу виросли і нові люди. Серед них — знатна ланкова Олена Кирилівна Затуливітер, нагороджена орденом «Знак пошани» за вирощування високих врожаїв цукрових буряків. Іван Порфирович Бабенко, комбайнер колгоспу, нагороджений орденом «Знак пошани» за щорічне збирання врожаю без втрат і збереження техніки. Микола Тимофійович Редько — голова колгоспу, нагороджений орденом «Знак пошани» за вирощування високих врожаїв технічних культур, зокрема цукрових буряків. За добросовісну працю нагороджено медалями Марію Метильову, Олександра Довгаля, Галину Винаренко та інших.
Серед нагороджених орденом «Червоної зірки» за заслуги перед Батьківщиною в час Німецько-радянської війни — Петро Бабенко, Микола Горбатенко. Всього медалями і орденами нагороджені 57 осіб.
У селі працювала восьмирічна школа, дві бібліотеки, фельшерсько-акушерський пункт, два магазини, сільський колгоспний будинок культури на 250 місць.
У післявоєнний час село жило і розвивалось. Було збудовано 25 будинків, селяни купували мотоцикли, телевізори, велосипеди, село радіофіковане і електрифіковане.
Маєток пана Ерделі перебудували. Спочатку був дитячий будинок для дітей-сиріт, а потім піонерський табір, де щоліта відпочивала дітвора з усієї області. Пізніше у його стінах функціонувала школа-інтернат. І так протягом багатьох років радували односельців дзвінкі пісні дітей, освіжаюча прохолода лісу, духмяні квіти на лугах, і ранні співи солов'їв. Аж поки усе це не зруйнували, не  розібрали по цеглині…
На жаль, за роки незалежності село змінилося до болю. Зникла школа, на місці панського маєтку уже нема навіть руїн, порідів ліс, а про колгосп вже й не згадують… Та все ж, село ще живе. На сьогодні[коли?] тут проживає близько 170 осіб і в основному — це люди поважного віку. Молоді мало. З усіх закладів залишився магазин і сільський клуб, де, як і багато років тому, ще лунає дзвінка пісня та звучить щире слово вітання землякам у святкові дні.  Протягом багатьох років, завдяки оптимізму і любові до своєї праці, працюють Василь Семенович Сокур — режисер і  організатор свят, який уже виховав собі зміну, істинний патріот рідного краю — разом із активними і незмінними учасниками художньої самодіяльності.

## Населення
Згідно з переписом УРСР 1989 року чисельність наявного населення села становила 272 особи, з яких 110 чоловіків та 162 жінки.
За переписом населення України 2001 року в селі мешкало 289 осіб.

### Мова
Розподіл населення за рідною мовою за даними перепису 2001 року:
| Мова       | Відсоток |
| ---------- | -------- |
| українська | 95,50 %  |
| молдовська | 2,77 %   |
| російська  | 1,73 %   |